# Purchena (kommunhuvudort)
Purchena är en kommunhuvudort i Spanien.   Den ligger i provinsen Provincia de Almería och regionen Andalusien, i den södra delen av landet, 400 km söder om huvudstaden Madrid. Purchena ligger 546 meter över havet och antalet invånare är 1 598.
Terrängen runt Purchena är huvudsakligen kuperad, men åt sydväst är den bergig. Purchena ligger nere i en dal som går i öst-västlig riktning. Runt Purchena är det mycket glesbefolkat, med 5 invånare per kvadratkilometer. Närmaste större samhälle är Macael, 5,5 km öster om Purchena. 